# Angostura, Colombia
Angostura är en ort i Colombia.   Den ligger i departementet Antioquía, i den nordvästra delen av landet, 290 km nordväst om huvudstaden Bogotá. Angostura ligger 1 680 meter över havet och antalet invånare är 3 639.
Terrängen runt Angostura är lite bergig. Runt Angostura är det ganska tätbefolkat, med 86 invånare per kvadratkilometer. Närmaste större samhälle är Yarumal, 12,6 km nordväst om Angostura. I omgivningarna runt Angostura växer i huvudsak städsegrön lövskog.